# العبودية في هايتي
نشأت العبودية في هايتي بوصول كريستوفر كولومبوس إلى الجزيرة في عام 1492. كانت هذه الممارسة مدمرة للسكان الأصليين. في أعقاب قرب هلاك شعوب تاينوس الأصليين جراء العمل القسري والمرض والحرب، بدأ الأسبان، وفقًا لنصيحة الكاهن الكاثوليكي بارتولوميو دي لاس كاساس وبمباركة من الكنيسة الكاثوليكية، بالانخراط بجدية في أعمال الاختطاف والعمل القسري للأفارقة المستعبدين. خلال الفترة الاستعمارية الفرنسية التي بدأت في عام 1625، كان اقتصاد هايتي (التي كانت معروفة باسم سان دومينغ) يعتمد على العبودية، إذ اعتبرت الممارسة هناك بالأكثر وحشية في العالم. سرعت الثورة الهايتية عام 1804، ثورة العبيد الناجحة الوحيدة في تاريخ البشرية، نهاية العبودية وليس فقط في سانت دومينغ، وإنما في جميع المستعمرات الفرنسية. رغم ذلك، استخدم العديد من القادة الهايتيين بعد الثورة العمل القسري، معتقدين أن الاقتصاد المبني على الزراعة هو السبيل الوحيد لنجاح هايتي ولبناء التحصينات للحماية من هجوم الفرنسيين. أثناء احتلال الولايات المتحدة بين عامي 1915 و1934، أجبرت القوات المسلحة الأمريكية الهايتيين على العمل لبناء طرق للدفاع ضد مقاتلي المقاومة الهايتية.
لا يزال العمل بدون مقابل ممارسًا في هايتي. هناك ما يصل إلى نصف مليون طفل يعملون كخدم منزليين دون أجر يدعون ريستافيك، ويعانون بصورة يومية من الإيذاء البدني والجنسي. وعلاوة على ذلك، يعتبر الإتجار بالبشر، بما في ذلك الإتجار بالأطفال، مشكلة عظيمة في هايتي؛ يتم جلب الأشخاص المتاجر بهم إلى ومن هايتي وعبرها هايتي للعمل القسري، بما في ذلك الإتجار بالجنس. تشمل الفئات الأكثر تعرضًا للخطر الفقراء والنساء والأطفال والمشردين والأشخاص الذين يهاجرون عبر الحدود مع جمهورية الدومينيكان. تسبب الزلزال المدمر الذي حدث عام 2010 في نزوح الكثيرين، ما جعلهم بلا مأوى ومعزولين وعرضة بشكل كبير للاستغلال من قبل المتاجرين. كذلك، تسببت الفوضى التي أعقبت الزلزال في تشتيت انتباه السلطات وأوقفت الجهود المبذولة لوقف الإتجار. اتخذت الحكومة خطوات لمنع ووقف الإتجار بالبشر ومصادقة اتفاقيات حقوق الإنسان وسن قوانين لحماية المستضعفين، إلا أن التطبيق بقي صعبًا. وُضع مكتب وزارة الخارجية الأمريكية لمراقبة ومكافحة الإتجار بالأشخاص في البلاد.

## التاريخ

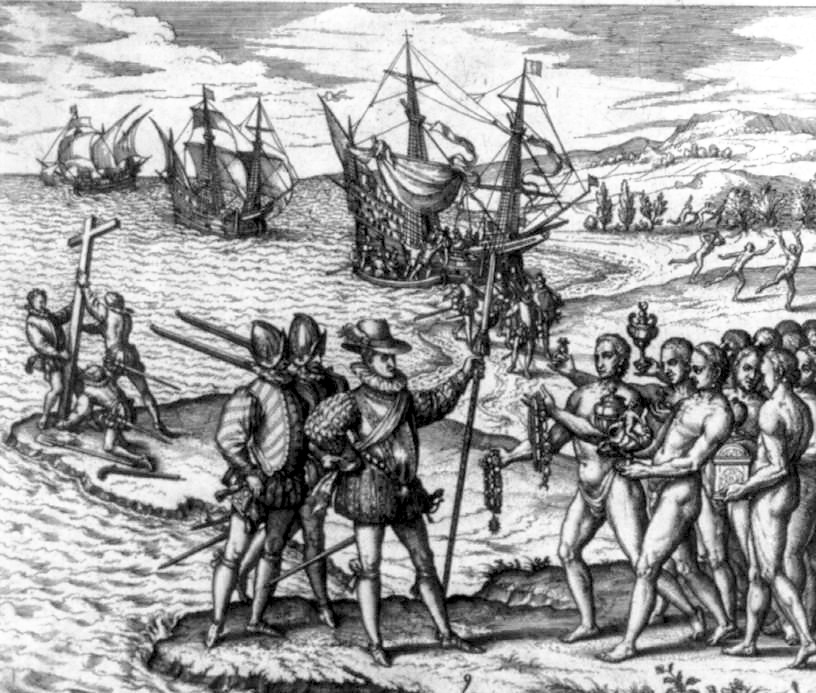
كان سكان جزيرة هسبنیولا في البداية يتعاملون مع كولومبوس وجنوده بالود والكرم

### هسبانيولا الإسبانية (1492-1625)
رحب السكان الأصليون الذين يعيشون في الجزيرة، والتي أُطلق عليها لاحقًا اسم هسبانيولا، بكريستوفر كولومبوس وطاقمه حين هبطوا في الجزيرة في أكتوبر من عام 1492. في العصر قبل الكولومبي، كانت القبائل الكاريبية الأخرى تهاجم الجزيرة أحيانًا لخطف الناس وجعلهم عبيدًا. رغم ذلك، عندما وصل كولومبوس في عام 1492، تحولت العبودية في الجزيرة إلى التجارة الرئيسية إذ سرعان ما بدأ المستعمرون في إنشاء مزارع للسكر اعتمادًا على عمل العبيد. أصبحت ممارسة الرق في مستعمرات العالم الإسباني الجديد على نطاق واسع عند استعمار إسبانيا للأمريكتين بحيث فاق عدد الواردات من العبيد الأفارقة الهجرة الإسبانية إلى العالم الجديد بحلول نهاية القرن السادس عشر.
حينما وصل كولومبوس إلى ما يعرف اليوم باسم هايتي في ديسمبر 1492 والتقى بالسكان الأصليين لـ تاينو أراواك، كانوا ودودين معه وتبادلوا الهدايا مع الإسبان وحتى إنهم تطوعوا لمساعدتهم. إلا أن كولومبوس كان بالفعل يخطط لاستعبادهم؛ إذ إنه كتب في رسالة إلى الملكة إيزابيلا ملكة إسبانيا أن السكان الأصليين «يسهل القبض عليهم واقتيادهم بسهولة؛ ويمكن تسخيرهم لزراعة المحاصيل وبناء المدن».
حين رجوع كولومبوس إلى أوروبا في عام 1493، بقي 30 من جنوده لبناء حصن يسمى لا نافيداد. بدؤوا في خطف السكان الأصليين واغتصابهم واستعبادهم وفي بعض الحالات احتجزوا نساء وفتيات أصليات كعبيد للجنس. كان هدف الأسبان الأساسي هو العثور على الذهب. سرعان ما أجبروا السكان الأصليين المستعبدين على العمل في مناجم الذهب، ما تسبب في خسائر فادحة في الحياة والصحة. علاوة على البحث عن الذهب، استخرج العبيد النحاس وقاموا بزراعة محاصيل الإسبان. كاستجابة للوحشية التي رخضوا تحتها، قاوم السكان الأصليون هذا الوضع الجديد. هرب بعض التانيو إلى المناطق النائية من جبال الجزيرة وشكلوا مجتمعات مختبئة كـ «المارون»، الذين نظموا هجمات ضد مستوطنات الإسبان. رد الأسبان على المقاومة المحلية بقبضة من حديد، فعلى سبيل المثال، عمدوا إلى تدمير المحاصيل لتجويع السكان الأصليين. كما جلب الإسبان إلى الجزيرة كلابًا مدربة على قتل السكان الأصليين وأطلقوا العنان لهم ليطاردوا من تمردوا ضد الاستعباد. في عام 1548، أرسل كولومبوس 500 مواطن أُسروا إلى إسبانيا كعبيد، لكن 200 منهم لم ينجوا من هذه الرحلة، وتوفي الآخرون بعد ذلك بفترة قصيرة. في أواخر تسعينيات القرن التاسع عشر، خطط كولومبس لإرسال 4000 من العبيد إلى إسبانيا كل عام، لكن هذا التوقع لم يؤخذ بعين الاعتبار نظرًا للانخفاض السريع الذي سيعاني منه السكان الأصليون لاحقًا ولم يتحقق ذلك أبدًا.
لا يُعرف عدد سكان تاينو الذين كانوا على الجزيرة قبل وصول كولومبوس، لكن تتراوح التقديرات بين عدة آلاف وثمانية ملايين ولكن العبودية والأمراض التي أدخلها الأوروبيون تسببت في مقتل جزء كبير من السكان. بين عامي 1492 و 1494، توفي ثلث السكان الأصليين في الجزيرة. قُتل مليونان خلال عشر سنوات من وصول الإسبان. بحلول عام 1514، توفي 92٪ من السكان الأصليين للجزيرة بسبب الاستعباد والأمراض الأوروبية. بحلول الأربعينيات من القرن الخامس عشر، اختفت ثقافة السكان الأصليين من الجزيرة، وبحلول عام 1548 كان السكان الأصليين أقل من 500 نسمة. استلزم المعدل السريع الذي مات فيه العبيد الأصليون استعباد الأفارقة، الذين لم تكن علاقتهم مع الأوروبيين جديدة، فقد طوروا بالفعل بعض المناعة للأمراض الأوروبية. بدأ ابن كولومبوس دييغو كولومبوس بتجارة الرقيق الأفريقية إلى الجزيرة في 1505. تمكن بعض العبيد الذين وصلوا حديثًا من أفريقيا والجزر المجاورة من الفرار والانضمام إلى مجتمعات المارون في الجبال. في عام 1519، توحد الأفارقة والأميركيون الأصليون لبدء ثورة العبيد التي تحولت إلى انتفاضة استمرت لسنوات، والتي سحقها الإسبان في نهاية المطاف في ثلاثينيات القرن السادس عشر.
تكلم المبشر الإسباني بارتولومي دي لاس كاساس ضد استعباد السكان الأصليين ووحشية الإسبان. كتب أنه بالنسبة للمواطنين الأصليين، فإن المسيحية التي أتت بها الإسبان أصبحت ترمز إلى الوحشية التي عوملوا بها؛ ونقل عن أحد قبائل تاينو (زعيم قبلي): «يخبروننا هؤلاء الطغاة أنهم يعبدون إله السلام والمساواة، ومع ذلك فإنهم يغتصبون أرضنا ويجعلوننا عبيدهم. إنهم يتحدثون إلينا عن خلود الروح  وعن المكافآت والعقوبات الأبدية، ومع ذلك يسرقون أمتعتنا ويفتنون سيداتنا وينتهكون أعراض بناتنا». علق المبشر لاس كاساس على معاقبة الأسبان على رجل من تاينو بقطع أذنه، بقوله: «تمثل بداية عهد دموي لتغوص البلاد في نهر من الدماء، أولاً في هذه الجزيرة ثم في كل ركن من أركان هذه الجزر الهندية». أدت حملة لاس كاساس إلى إنهاء استعباد التاينوس بشكل رسمي في 1542. ومع ذلك، تم استبداله هذه الممارسة بتجارة الرقيق الأفريقية. تحقق ما تنبأ لا كاساس به، فإن معاملة الإسبان للتانوس كانت بداية لإرث استمر قرونًا من العبودية كان فيه الاعتداء مثل بتر أجزاء الجسم أمرًا شائعًا.